# らじるの男
『らじるの男』（らじるのおとこ）は、NHKラジオで放送されていた5分間のミニ番組。

## 概要
スマートフォンのモバイルアプリケーションの「NHKネットラジオ らじる★らじる」を使って、NHKのラジオ第1・第2・FMのラジオ番組を聞くことを楽しみにしている中年男性を主人公とした一人芝居のラジオドラマ。

## 出演者・放送時間

### 特別番組
- 鈴木拓
2017年1月1日〜1月3日　22:55-23:00　（NHKラジオ第1）[1][2]
「年賀状」[3]「おせち料理」[4]「鶏」[5]の全3話
- 田中要次
2017年12月29日　（NHKラジオ第1、「15時間オリエンタルラジソン」内）[6][7][8]
「帰省編」[9]全5話

### レギュラー番組
- 出演者
※日付はいずれも本放送（NHK-FM 23:50）のもの。
  - 温水洋一
    - 放送：2018年4月2日〜6月1日
    - 過去放送分の再放送：2018年7月9日〜7月20日、9月24日〜10月5日

  - 田口トモロヲ
    - 放送：2018年6月4日〜7月6日
    - 過去放送分の再放送：2018年7月23日〜7月27日、10月8日〜11月2日

  - 田中要次
    - 放送：2018年7月30日〜9月21日（甲子園の高校野球中継があった日はNHKラジオ第1での再放送は無し）

  - 六角精児
    - 放送：2018年11月5日〜2019年3月29日
- 放送時間
  - 本放送： 2018年4月2日[10]〜2019年3月29日　毎週月曜〜金曜　23:50-23:55　（NHK-FM、全国放送[11]）
  - 再放送
    - 2018年4月9日〜2019年3月29日 　毎週月曜〜金曜　10:50-10:55　（NHK-FM、全国放送[11]）
    - 2018年4月10日〜2019年3月22日　毎週月曜〜金曜　10:55-11:00[12]　（NHKラジオ第1、一部の局では放送無し[13]）
    - 2018年4月10日〜9月28日　毎週月曜〜金曜　15:55-16:00　（NHKラジオ第1、一部の局では放送無し[14]）

（NHKラジオ第1では、法令により、国会中継・災害報道が優先される）
- エピソード
5話ごとに複数週放送される。例えば、第2週以降の数週間は第1週（第1話〜第5話）と同じエピソードが順番を入れ替えて放送された。
「第1話 ラジオ」、「第2話 休日」、「第3話 若さ」、「第4話 スマホ」、「第5話 らじる☆らじる」、第6話以降はエピソードの題名は付けられていない。

## その他
- 『らじるの男』はNHKのらじる★らじるの宣伝番組であったが、当時NHKラジオの実験配信が行われていたradiko（民放連加盟ラジオ局の放送を対象とした同様のサービス）でもライブストリーミングされていた[15][16][19]。なお、radikoの「エリアフリー」と「タイムフリー」のサービスは対象外となる。